# Жана д'Арк (филм, 1999)
„Жана д’Арк“ (на английски: The Messenger: The Story of Joan of Arc) е епичен исторически драматичен филм за Жана д'Арк от 1999 година на режисьора Люк Бесон.

## Сюжет
Внимание:  Текстът по-долу разкрива сюжета на произведението (или части от него)!
От няколко десетилетия се води Стогодишната война между Англия и Франция. Франция търпи поражение след поражение и само чудо може да спаси страната. Това чудо е 19-годишното момиче Жана от село Домреми, опожарено и опустошено от английските нашественици. Докато се разхожда в гората, Жана вижда създание, което ѝ казва, че тя трябва да отиде при френския дофин и да поиска от него да я сложи начело на армията, на която небесата ще помагат.
Жана и дофинът, бъдещият крал на Франция Шарл VII, скоро се срещат, но дофинът е силно смутен. Как може да назначиш за главнокомандващ неграмотно селско момиче, което никога през живота си не е участвало в битки? Въпреки това властната тъща на дофина – Йоланда Арагонска интуитивно усеща, че Жана е покровителствана от самия Всевишен и затова подкрепя молбата на момичето, на което доверяват да командва армията.
Облечена в броня, Жана води френската армия към обсадения Орлеан. За пълно учудване, армията на Жана побеждава британците и превзема непревземаемата преди това цитадела, наречена „Кулата“. По време на нападението Жана е тежко ранена, но не напуска бойното поле. Скоро армията на Жана освобождава град Реймс, а дофинът е коронясан в древната катедрала и става крал Шарл VII. Армията на Жана достига стените на Париж, но тъй като не получава исканите подкрепления, обсадата на столицата завършва с неуспех. Жана моли краля за друга армия, но Шарл VII отказва, обяснявайки това с желанието си да действа с дипломатически методи. Вярвайки, че Жана е заплаха за неговата сила и авторитет, кралят коварно позволява на бургундците да заловят Жана и отказва да плати откуп за нея. Тогава бургундците предават Жана на англичаните и над нея започва безмилостен процес.
В плен Жана е посетена от образ в черно, въплъщение на Съвестта, който разбива убежденията ѝ с аргументите си и божествените гласове от небесата спират да звучат в главата ѝ. Църковният съд обвинява Жана в ерес и я осъжда на смърт. 30 май 1431 г. Жана е изгорена жива на клада на Стария пазарен площад в Руан.
В послеписа на филма зрителите са информирани, че Жана е канонизирана за светица през 20. век.

## Актьорски състав
| Актьор            | Роля |
| ----------------- | --- |
| Мила Йовович      | Жана д'Арк |
| Джейн Валънтайн   | Жана д'Арк на 8 години                                                                                             |
| Джон Малкович     | Шарл VII |
| Фей Дънауей       | Йоланда Арагонска                                                                                                  |
| Дъстин Хофман     | Съвестта |
| Андрю Бъркин      | Джон Талбот |
| Венсан Касел      | Жил дьо Ре |
| Паскал Грегъри    | Жан II д’Алансон                                                                                                   |
| Ричард Райдингс   | Етиен дьо Виньол                                                                                                   |
| Дезмънд Харингтън | Жан д'Олон – френски рицар, бодигард и оръженосец на Жана д'Арк                                                    |
| Тимъти Уест       | Пиер Кошон – епископ, организатор и председател на Руанския инквизиторски процес срещу Жана д'Арк                  |
| Джина Макки       | Анна Бургундска – съпруга на английския херцог Джон Ланкастърски, регент на Франция по време на Стогодишната война |
| Чеки Карио        | Жан дьо Дюноа |

## Снимачен процес
- Люк Бесон първоначално е нает като изпълнителен продуцент на филма, който да бъде режисиран от Катрин Бигълоу. Бигълоу разработва идеи за филма за Жана д'Арк от около десетилетие. Нейният филм е с работно заглавие „Company of Angels“ и Джей Кокс е нает да напише сценария. Филмът трябва да бъде направен със съдействието и финансовата подкрепа на Бесон. През юли 1996 г. Бигълоу и Бесон си разменят договорите и Бесон получва правото да консултира относно кастинга. Според Бигълоу осем седмици преди началото на снимките Бесон разбира, че тогавашната му съпруга Мила Йовович няма да играе Жана и затова Бесон оттегля финансовата си подкрепа за филма. Бигълоу заплашва със съд за нарушаване на договора и „кражба на нейните изследвания“, но въпросът е уреден извън съда. След като се разделя с Бигълоу, Бесон започва продуциране на собствен филм, в който Йовович веднага получава главната роля.
- Филмът не е историческа реконструкция на реални събития, въпреки че някои подробности от живота на Жана са възпроизведени доста точно. Например по време на сцените на процеса на Жана, много фрази са буквално взети от действителния протокол от нейния процес. Филмът показва, че Жана е ранена два пъти и това също е исторически вярно: една стрела я уцелва в рамото, а друга – крака ѝ. Факт е и проверката на девствеността на Жана по време на процеса. Но сцената, в която Жана става свидетел на изнасилването и убийството на сестра си от английските войници в тяхното село, е напълно измислена. Жана и семейството ѝ са избягали от селото, преди да бъде нападнато, и всъщност бургундците нападат селото, а не англичаните.
- Филмът е номиниран за осем награди на 25-ите награди „Сезар“, от които печели две: за дизайн на костюми и за най-добър звук. Мила Йовович е номинирана за наградата „Златна малинка“ за най-лоша актриса.
- Люк Бесон решава да направи английския основен език на своя филм, защото по думите му „през 1431 г. Париж е бил под английско господство в продължение на 80 години, парижаните са говорили английски в продължение на три поколения, като половин Франция. Що се отнася до Жана, тя говори местния диалект“.
- Снимките са проведени в департамент Дордон и община Орн (Франция), както и в Чехия (Брунтал, замъкът Егра, Разова, Зебрак, Точник, замъкът Пернщайн, църквата „Св. Барбе“ в Кутна Хора, Кривоклат). Сцената на коронацията на краля на Франция в Нотр Дам дьо Реймс е заснета в катедралата Нотр Дам дьо Се в Орн.
- По време на снимките в Чехия в първите седмици на снимките се случва трагедия – загива каскадьор. Това силно засяга режисьора – Бесон става мрачен, необщителен, появява се на снимачната площадка, само за да даде кратки указания на актьорите и техническия персонал.